# 아델리나 자기둘리나
아델리나 루스테모브나 자기둘리나(러시아어: Адели́на Русте́мовна Загиду́ллина, 러시아어 발음: [ɐdʲɪˈlʲinə rʊˈstɛməvnə zəɡʲɪˈdulʲɪnə], 1993년 1월 13일~)는 러시아의 펜싱 선수로 주 종목은 플뢰레이다. 2020년 하계 올림픽 여자 플뢰레 단체전 금메달을 획득했고 세계 선수권 대회에서 금메달 2개, 은메달 1개를 획득했다.